# 罗卡巴谢拉纳
罗卡巴谢拉纳（義大利語：Roccabascerana），是意大利阿韦利诺省的一个市镇。总面积12平方公里，人口2386人，人口密度198.8人/平方公里（2009年）。ISTAT代码为064078。